# زبان‌های مالایو-پلی‌نزیایی
زبان‌های مالایو-پلی‌نزیایی شاخه‌ای از خانوادهٔ زبان‌های آسترونزیایی‌ با میانگین ۳۸۵.۵ میلیون گویشور است. عمدهٔ گویشوران این زبان‌ها آسترونزیایی‌های جزیره‌نشین اقیانوس آرام و آسیای جنوب شرقی هستند. همچنین تعداد کمی از گویشوران این زبان‌ها را نیز مالاگاسی‌زبانان ماداگاسکار تشکیل‌می‌دهند. این زبان‌ها تأثیراتی را نیز از زبان‌های سانسکریت و عربی پذیرفته‌اند. 